# Родимцев, Александр Ильич
Алекса́ндр Ильи́ч Роди́мцев  (23 февраля (8 марта) 1905 год, с. Михайловское Михайловской волости, Оренбургский уезд, Оренбургская губерния — 13 апреля 1977 года, Москва, РСФСР, СССР) — советский военачальник, Дважды Герой Советского Союза (22.10.1937, 02.06.1945). Генерал-полковник (09.05.1961).
Командир 13-й гвардейской стрелковой дивизии (17.07.1942 — 02.02.1943), особо отличившийся в Сталинградской битве.

## Начальная биография
Александр Ильич Родимцев родился 8 марта (21 марта) 1905 года в селе Михайловское, ныне село Шарлык Шарлыкского района Оренбургской области в бедной крестьянской семье. Поскольку был единственным сыном в семье (кроме него в семье были три дочери), то для помощи родителям с раннего детства батрачил, после смерти отца с 1921 года работал в сапожной мастерской. Однако сумел в зимние периоды окончить начальную школу.

## Военная служба

### Довоенное время
В сентябре 1927 года призван на срочную военную службу, которую служил красноармейцем в 28-м стрелковом конвойном батальоне войск ОГПУ СССР.
В 1929 году вступил в ВКП(б). В сентябре того же года направлен на учёбу на кавалерийское отделение Объединённой военной школы имени ВЦИК в Москве, после окончания которого в марте 1932 года направлен в 61-й кавалерийский полк (36-я кавалерийская дивизия, Московский военный округ), где служил на должностях командира кавалерийского взвода, взвода полковой школы и эскадрона.
В сентябре 1936 года Родимцев добровольцем был направлен в Испанию, где под псевдонимом «капитан Павлито» участвовал в гражданской войне. Принимал участие в обороне Мадрида, в битве при Хараме, в боях у Бруэты, в Теруэльской операции и в Гвадалахарской операции. За героизм и отвагу, проявленные в боях в Испании, был награждён двумя орденами Красного Знамени.
Звание Героя Советского Союза с вручением ордена Ленина старшему лейтенанту Александру Ильичу Родимцеву присвоено 22 октября 1937 года «за образцовое выполнение правительственного задания». После учреждения знака особого отличия ему была вручена медаль «Золотая Звезда» № 57.
После возвращения в СССР старшему лейтенанту Родимцеву было присвоено внеочередное воинское звание «майор». В сентябре 1937 года назначен на должность командира 61-го кавалерийского полка.
В январе 1938 года направлен на учёбу в Военную академию РККА имени М. В. Фрунзе, после окончания которой в мае 1939 года назначен на должность помощника командира 36-й кавалерийской дивизии (Белорусский военный округ). В её составе принимал участие в походе РККА в Западную Белоруссию в сентябре 1939 года, а в январе — марте 1940 года — в советско-финской войне. В том же году направлен на учёбу на оперативный факультет Военной академии командного и штурманского состава ВВС РККА, после окончания которого в мае 1941 года назначен на должность командира 5-й воздушно-десантной бригады (3-й воздушно-десантный корпус, Киевский военный округ), дислоцированной в Первомайске.

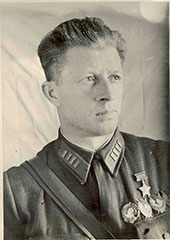
Командир 5-й воздушно-десантной бригады полковник А. И. Родимцев

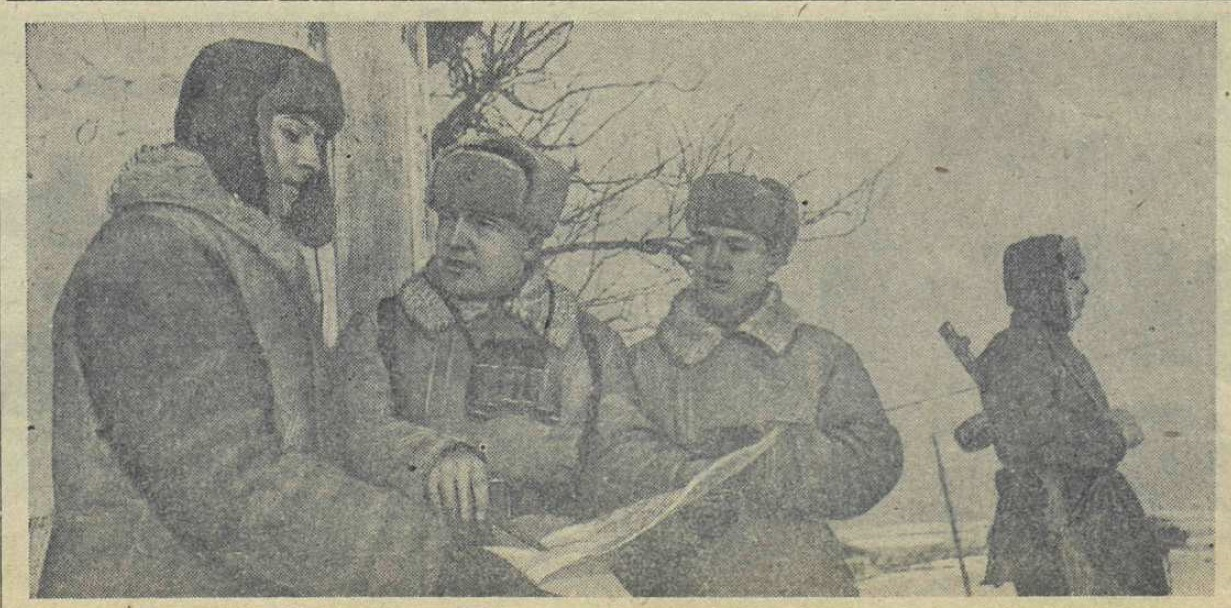
Командир 13-й гвардейской дивизии Герой Советского Союза полковник Родимцев (слева), майор В. Соколов и старший политрук О. Кокушкин наблюдают за ходом боя в районе западнее гор. Тима, газета «Красная звезда» № 23, 29 января 1942 г.

### Великая Отечественная война

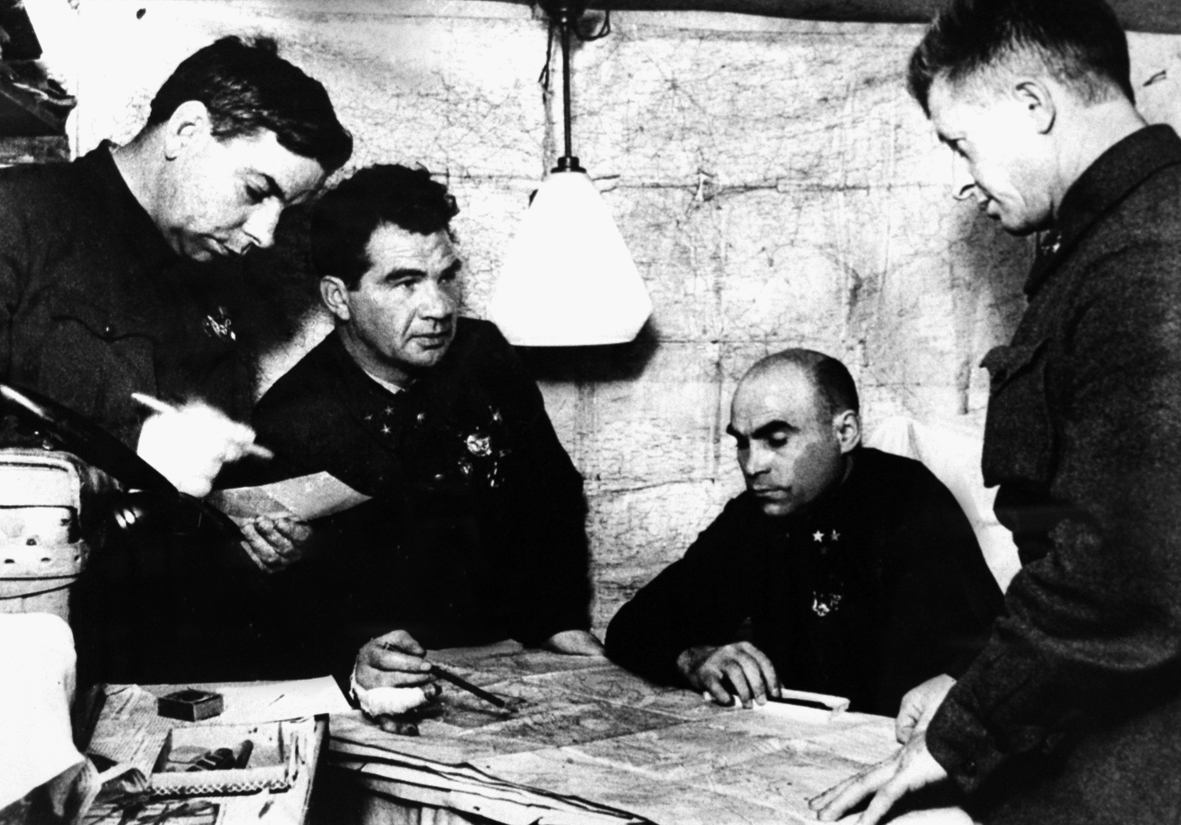
Командный пункт 62-й армии: начальник штаба армии Н. И. Крылов, командующий армией В. И. Чуйков, член Военного совета К. А. Гуров, командир 13-й гв. сд А. И. Родимцев.
Декабрь 1942 года

С началом войны находился на прежней должности. Бригада под командованием Родимцева принимала участие в приграничных сражениях на Западной Украине на Юго-Западном фронте. В конце июля 1941 года она была переброшена в район Дарница под Киевом, где в ходе Киевской оборонительной операции почти месяц вела ожесточённые бои на подступах к Киеву. В сентябре бригада Родимцева попала в окружение, вела оборонительные бои на реке Сейм и у станции Путивль, и с сохранением боеспособности прорвалась из окружения. 20 ноября 1941 года 3-й воздушно-десантный корпус был преобразован в 87-ю стрелковую дивизию, а полковник Родимцев был назначен её командиром. За хорошо организованный отход дивизии на восток, мужество и отвагу бойцов и командиров в борьбе за пгт Тим и Щигры, дивизия 19 января 1942 года была преобразована в 13-ю гвардейскую и 27 марта награждена орденом Ленина, а сам командир дивизии Родимцев — орденом Красного Знамени. В мае 1942 года он получил звание генерал-майора.
Летом 1942 года дивизия вела тяжёлые боевые действия на харьковском направлении, а затем отступала в направлении на Вейделевка, Кантемировка и Вёшенская. После получения пополнения в середине сентября дивизия была передана в состав 62-й армии (Юго-Восточный фронт), после чего принимала участие в оборонительных боевых действиях в Сталинграде, в том числе и взятии Мамаева кургана.
В мае 1943 года назначен на должность командира 32-го гвардейского стрелкового корпуса, который в июле того же года был включён в состав 5-й гвардейской армии и принимал участие в боевых действиях в Курской битве и в битве за Днепр, в Кировоградской, Уманско-Ботошанской, Львовско-Сандомирской, Висло-Одерской, Нижнесилезской, Берлинской и Пражской наступательных операциях. 17 января 1944 года Родимцеву было присвоено звание генерал-лейтенанта.
Указом Президиума Верховного Совета СССР от 2 июня 1945 года за умелое руководство войсками при форсировании реки Одер 25 января 1945 года в районе населенного пункта Линден (Польша), личный героизм и мужество генерал-лейтенант Александр Ильич Родимцев награждён второй медалью «Золотая Звезда» (№ 6049).

### Послевоенная карьера
После окончания войны продолжал командовать корпусом. Как отмечается, «в эту пору дало о себе знать военное лихолетье: хоть ни пуля, ни осколок не задели Родимцева, в Сталинграде он застудил ноги»:

Обморозился Родимцев на своем сталинградском КП — в железобетонной трубе под насыпью. И после войны боль в ногах оказалась так сильна, что одно время он ходил на костылях.

В мае 1946 года направлен на учёбу на Высшие академические курсы при Высшей военной академии имени К. Е. Ворошилова, после окончания которых в марте 1947 года назначен на должность командира 11-го гвардейского стрелкового корпуса, в феврале 1951 года — на должность помощника командующего войсками Восточно-Сибирского военного округа, а с июня 1953 года служил на должностях главного военного советника при Албанской народной армии и военного атташе при посольстве СССР в Албании.
С июля 1956 года Родимцев состоял в распоряжении Главного управления кадров Министерства обороны СССР и в ноябре того же года был назначен на должность 1-го заместителя командующего войсками Северного военного округа, в мае 1960 года — на должность командующего и члена Военного совета 1-й гвардейской армии (Киевский военный округ), а в марте 1966 года — на должность военного консультанта Группы генеральных инспекторов Министерства обороны СССР.
Депутат Верховного Совета СССР 3-го созыва (1950—1954), Верховного Совета РСФСР 2-го созыва (1947—1951) и Верховного Совета Карельской АССР.
Генерал-полковник Александр Ильич Родимцев умер в Москве 13 апреля 1977 года. Похоронен на Новодевичьем кладбище (участок № 9).

## Семья
Александр Ильич Родимцев с 1933 года был женат на Екатерине Родимцевой (Шеиной). Екатерина и Александр родом из одного села, были друзьями детства. У пары родились дети:
- Ирина Родимцева (2 января 1934, Москва — 23 октября 2017, Москва) — директор Государственного музея-заповедника «Московский Кремль» (1987—2001), член-корреспондент РАХ (1997), заслуженный деятель искусств РСФСР (1989), президент Национального комитета музеев РФ при ЮНЕСКО; в 1956 году окончила исторический факультет МГУ; работала в музеях Московского Кремля, была заведующей Оружейной палатой; в 1979—1987 — начальник Управления музеев Министерства культуры СССР; имела государственные награды.
- Наталья Матюхина (Родимцева) — заведовала музеем 13-й гвардейской стрелковой дивизии, занималась сохранением памяти об отце и бойцах дивизии. Умерла в феврале 2023 г.[5]
- Илья Родимцев (19 марта 1946 — 7 января 2021[6]) — по профессии экономист. Написал несколько книг в серии «Жизнь замечательных людей» — «Герои Сталинградской битвы», «Адмирал Лазарев» и др.

## Воинские звания
- старший лейтенант (1935);
- майор (1937);
- подполковник (1940);
- полковник (05.1941);
- генерал-майор (21.05.1942);
- генерал-лейтенант (17.01.1944);
- генерал-полковник (09.05.1961)

## Награды
- Дважды Герой Советского Союза (22.10.1937, медаль «Золотая Звезда» № 57, 2.06.1945[7], медаль «Золотая Звезда» № 6049);
- Три ордена Ленина (22.10.1937, 1952, 10.03.1965);
- Орден Октябрьской Революции (7.03.1975)[8];
- Четыре ордена Красного Знамени (21.06.1937, 1937, 27.12.1941[9], 1947);
- Орден Богдана Хмельницкого I степени (23.09.1944)[10];
- Два ордена Суворова II степени (27.08.1943, 22.02.1944);
- Орден Кутузова II степени (31.03.1943, № 1)[11];
- Два ордена Красной Звезды (3.11.1944[12], 1968);
- медали;

Награды иностранных государств:
- Орден «За воинскую доблесть» IV класса (Польша, 19.12.1968)[13];
- Орден Возрождения Польши IV класса (Польша, 6.10.1973)[13];
- Орден Крест Грюнвальда 3-й степени (Польша);
- Два ордена Белого льва II степени «За победу» (Чехословакия, 1945, 3.04.1970)[14];
- Чехословацкий Военный крест 1939—1945 гг. (Чехословакия, 1945)[14];
- Орден «Полярная Звезда» (Монголия, 06.07.1971)[15];
- Медаль «За Одру, Нису и Балтику» (Польша);
- Медаль «30 лет Халхин-Гольской Победы» (Монголия, 1969)[15];
- Медаль «50 лет Монгольской Народной Революции» (Монголия, 1971)[15];
- Медаль «50 лет Монгольской Народной Армии» (Монголия, 1971)[15];
- Медаль «90 лет со дня рождения Георгия Димитрова» (Болгария, 23.02.1974)[16];
- Медаль Ганса Баймлера (ГДР)[17]

Почётный гражданин городов Волгоград (1970), Кировоград (1973), Полтава, Литомиржице (Чехия).

## Память

Памятник на Новодевичьем кладбище Москвы

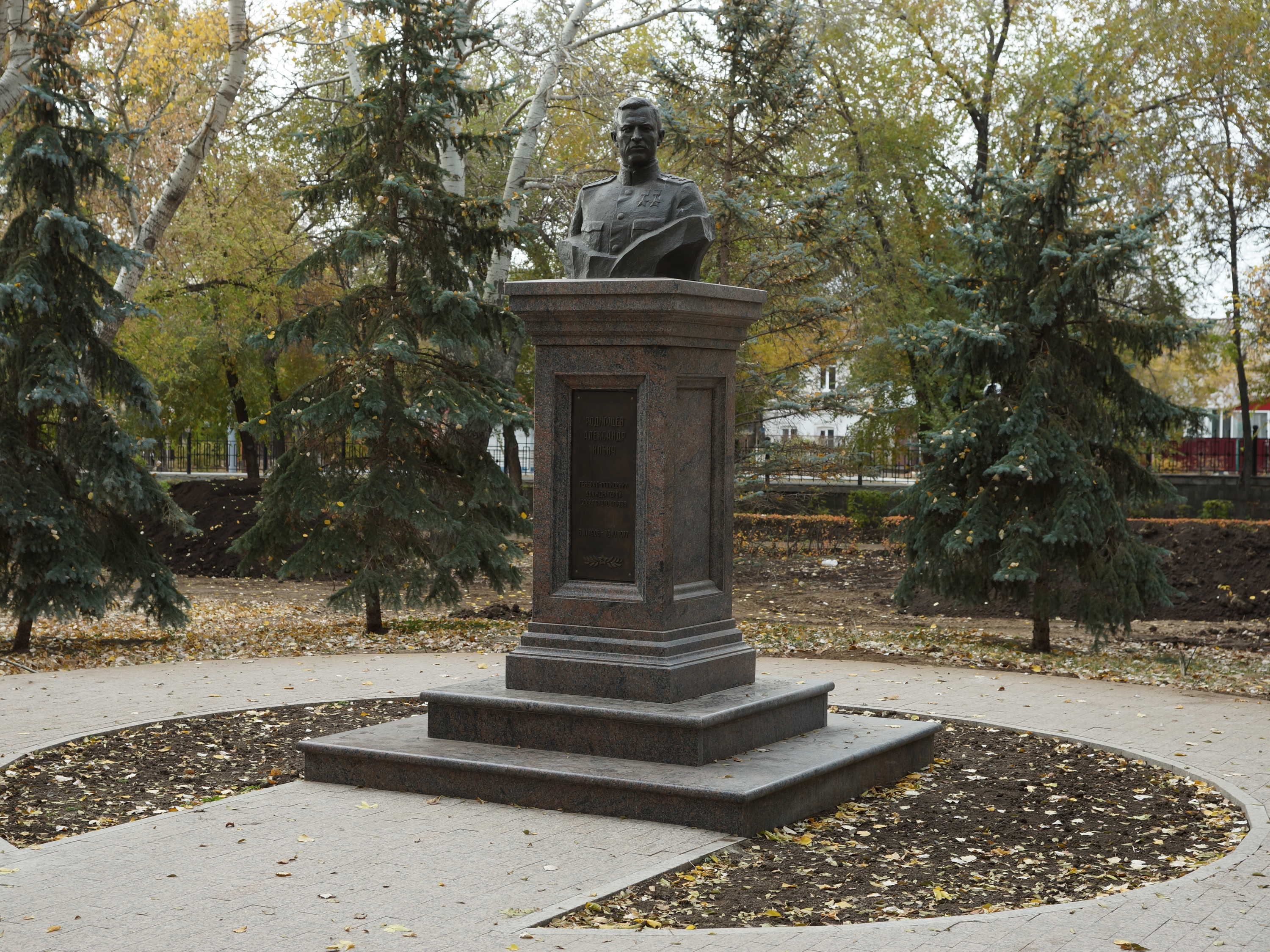
Памятник А. И. Родимцеву в Оренбурге

- 26 июня 1949 года бронзовый бюст А. И. Родимцева работы скульптора Г. А. Петина (1909—1947) установлен на его родине в Шарлыке[18].
- В 2005 году на аллее парка «Салют, Победа!» в Оренбурге установлен бронзовый бюст А. И. Родимцева, выполненный скульптором Н. Г. Петиной[19].
- 17 ноября 2006 года в посёлке Черемисиново Курской области открыт памятник дважды Герою Советского Союза генерал-полковнику Александру Ильичу Родимцеву, командиру 13-й гвардейской дивизии. Автор — скульптор А. В. Клыков[20][21].
- 12 июня 2018 года открыт бюст генерал-полковника А. И. Родимцева в Рязанском гвардейском воздушно-десантном командном училище им. генерала армии В. Ф. Маргелова[22].
- Мемориальные доски установлены в Москве (на доме № 68 по Ленинскому проспекту, где он жил)[23], Оренбурге (на доме 4 Больничного проезда, где он неоднократно останавливался у своей сестры в период с 1959 по 1968 годы)[24], Чернигове (на доме 57 по улице Шевченко, где он работал в 1960 году)[25] и Волгограде[26].
- Именем А. И. Родимцева названы улицы в Волгограде, Оренбурге, Новотроицке, Киеве, Кременчуге, Кропивницком и Чернигове, Белополье, посёлке Томаровка Белгородской области.
- Памятная стела установлена в Оренбурге на улице, названной его именем[27].
- В Голосеевском районе города Киева есть улица Генерала Родимцева, где установлен памятник неизвестному солдату и братская могила.
- В Москве при ГОУ СОШ № 26 функционирует музей, посвящённый 13-й гвардейской дивизии, организованный и поддерживаемый Натальей Александровной Матюхиной, дочерью генерала Родимцева.
- В Оренбурге при МОБУ Лицей № 3 функционирует музей, посвящённый 13-й гвардейской дивизии и А. И. Родимцеву.
- В Саратове есть 87-я гимназия имени 13-й гвардейской дивизии генерала Родимцева.
- В 1965 году на киностудии имени А. Довженко был снят художественный фильм «Нет неизвестных солдат» (режиссёр Суламифь Цыбульник) по воспоминаниям дважды Героя Советского Союза генерал-полковника А. И. Родимцева (в литературной записи П. Северова). В главной роли Наталья Рычагова (прообраз — Герой Советского Союза Мария Боровиченко).
- В фильме режиссёра Юрия Озерова «Сталинград» роль генерала Родимцева исполнил Сергей Никоненко.
- В 1978 году издан художественный маркированный конверт, посвящённый герою.
- В городе Курске в школе № 53 функционирует музей, посвящённый 13-й гвардейской стрелковой дивизии, которой А. И. Родимцев командовал с 1942 по май 1943 года.
- В апреле 2022 года в Волгограде открыт памятник А. И. Родимцеву[28].

## Публикации
- Родимцев А. И. Твои, Родина, сыновья!. — Киев: Госполитиздат УССР, 1962. — 274 с.
- Родимцев А. И. Твои, Отечество, сыновья. — Киев: Рад. письменник, 1966. — 381 с.
- Родимцев А. И. Под небом Испании. — Советская Россия, 1968. — 312 с.
- Родимцев А. И. На последнем рубеже.
- Родимцев А. И. Люди легендарного подвига. — ДОСААФ, 1964. — 134 с.
- Родимцев А. И. На берегах Мансанареса и Волги. — Петрозаводск: Карельское книжное издательство, 1966. — 276 с.
- Родимцев А. И. Гвардейцы стояли насмерть. — М.: ДОСААФ, 1969. — 192 с. — 100 000 экз.
- Родимцев А. И. Встаньте, живые!. — М.: Детская литература, 1971. — 64 с.
- Родимцев А. И. Добровольцы-интернационалисты. — Свердловск: Средне-Уральское книжное издательство, 1976. — 182 с.
- Родимцев А. И. Твои, Отечество, сыны / Литературная запись Петра Северова. — Киев: Издательство Политической литературы Украины, 1982. — 360 с. — (Мемуары). — 215 000 экз.
- Родимцев А. И. Машенька из Мышеловки / Литературная запись П. Ф. Северова. — Волгоград: Нижне-Волжское книжное издательство, 1970. — 77 с.
- Родимцев А. И. 5-я воздушнодесантная бригада в обороне Киева // Военно-исторический журнал. — 1961. — Август (№ 8). — С. 63—69.

Экранизации:
- 1965 — Нет неизвестных солдат — по мотивам повести «Машенька из Мышеловки».
- 2021 — «13-я Гвардейская Александра Родимцева» — документальный фильм (режиссёр-оператор Константин Шутов).